# Sainte-Opportune-la-Mare
Pour les articles homonymes, voir Sainte-Opportune (homonymie).
Sainte-Opportune-la-Mare est une commune française située dans le département de l'Eure, en région Normandie.

## Géographie

### Localisation
|                                 | Saint-Aubin-sur-Quillebeuf |                    |
| Marais-Vernier                  | Sainte-Opportune-la-Mare   | Trouville-la-Haule |
| Bouquelon Saint-Ouen-des-Champs | Saint-Thurien              |                    |

### Hydrographie
La commune est située dans le bassin Seine-Normandie. Elle est drainée par le canal de Saint-Aubin,.
Cinq plans d'eau complètent le réseau hydrographique : la Grand-Mare (42,92 ha), la mare de la Lande (0,09 ha), la Petite Mare, d'une superficie totale de 2,8 ha (2,74 ha sur la commune), le plan d'eau 4 de la Tourbière, d'une superficie totale de 12,2 ha (9,4 ha sur la commune) et le plan d'eau 5 de la Tourbière (1,47 ha),.

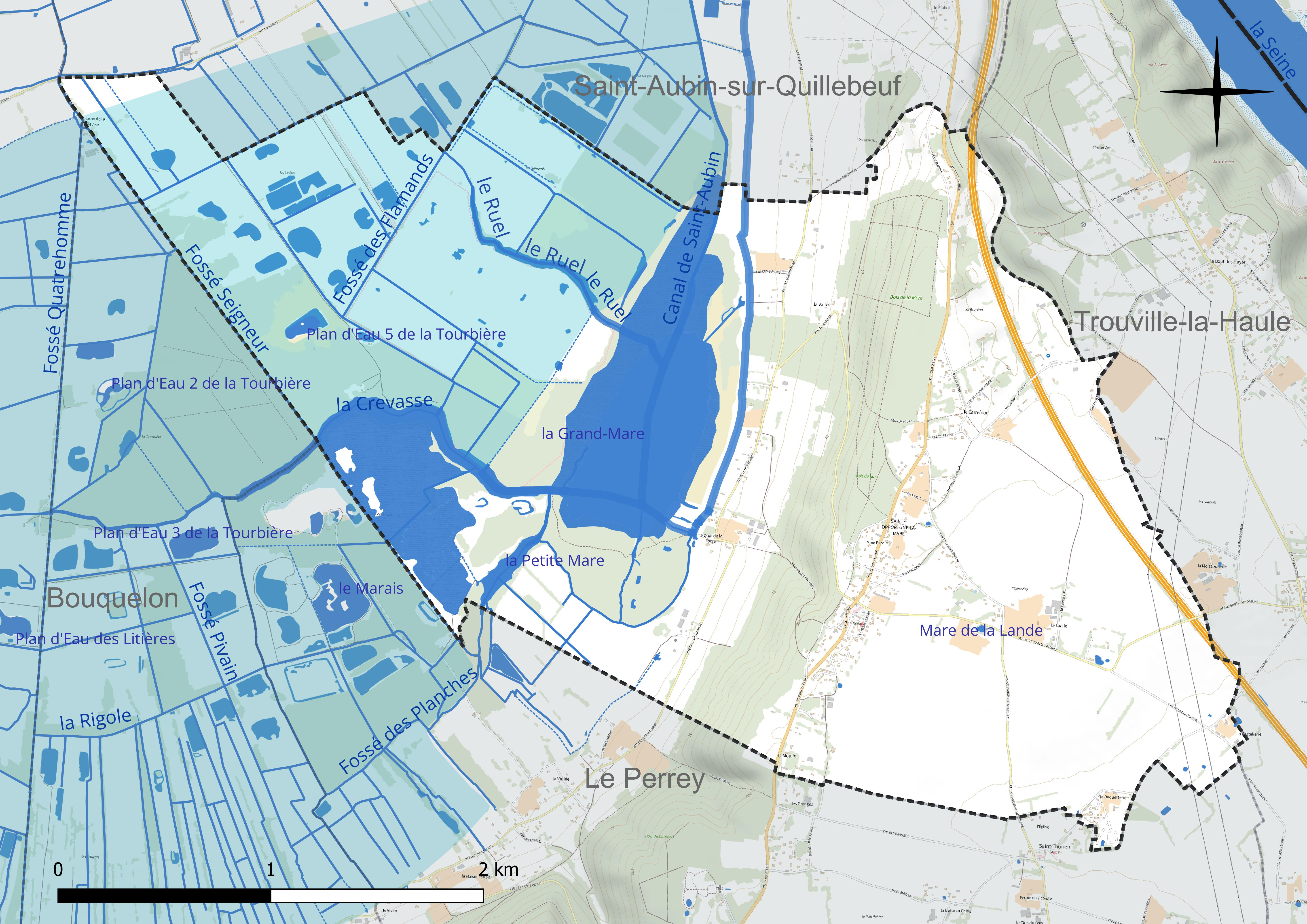
Réseau hydrographique de Sainte-Opportune-la-Mare.

### Climat
Pour des articles plus généraux, voir Climat de la Normandie et Climat de l'Eure.
En 2010, le climat de la commune est de type climat océanique franc, selon une étude du CNRS s'appuyant sur une série de données couvrant la période 1971-2000. En 2020, Météo-France publie une typologie des climats de la France métropolitaine dans laquelle la commune est exposée à un climat océanique et est dans la région climatique  Côtes de la Manche orientale, caractérisée par un faible ensoleillement (1 550 h/an) ; forte humidité de l’air (plus de 20 h/jour avec humidité relative > 80 % en hiver), vents forts fréquents. Parallèlement le GIEC normand, un groupe régional d’experts sur le climat, différencie quant à lui, dans une étude de 2020, trois grands types de climats pour la région Normandie, nuancés à une échelle plus fine par les facteurs géographiques locaux. La commune est, selon ce zonage, exposée à un « climat contrasté des collines », correspondant au Pays d’Auge, Lieuvin et Roumois, moins directement soumis aux flux océaniques et connaissant toutefois des précipitations assez marquées en raison des reliefs collinaires qui favorisent leur formation.
Pour la période 1971-2000, la température annuelle moyenne est de 10,4 °C, avec  une amplitude thermique annuelle de 12,9 °C. Le cumul annuel moyen de précipitations est de 830 mm, avec 13 jours de précipitations en janvier et 8,3 jours en juillet. Pour la période 1991-2020, la température moyenne annuelle observée sur la station météorologique la plus proche, située sur la commune de Petiville à 6 km à vol d'oiseau, est de 12,0 °C et le cumul annuel moyen de précipitations est de 844,9 mm,. Pour l'avenir, les paramètres climatiques de la commune estimés pour 2050 selon différents scénarios d’émission de gaz à effet de serre sont consultables sur un site dédié publié par Météo-France en novembre 2022.

### Milieux naturels et biodiversité
La commune fait partie du parc naturel régional des Boucles de la Seine normande.

## Urbanisme

### Typologie
Au 1er janvier 2024, Sainte-Opportune-la-Mare est catégorisée commune rurale à habitat dispersé, selon la nouvelle grille communale de densité à 7 niveaux définie par l'Insee en 2022.
Elle est située hors unité urbaine. Par ailleurs la commune fait partie de l'aire d'attraction de Pont-Audemer, dont elle est une commune de la couronne,. Cette aire, qui regroupe 34 communes, est catégorisée dans les aires de moins de 50 000 habitants,.

### Occupation des sols
L'occupation des sols de la commune, telle qu'elle ressort de la base de données européenne d’occupation biophysique des sols Corine Land Cover (CLC), est marquée par l'importance des territoires agricoles (65,2 % en 2018), en diminution par rapport à 1990 (68 %). La répartition détaillée en 2018 est la suivante : 
prairies (42,2 %), forêts (26,8 %), terres arables (22,9 %), zones humides intérieures (4 %), eaux continentales (4 %). L'évolution de l’occupation des sols de la commune et de ses infrastructures peut être observée sur les différentes représentations cartographiques du territoire : la carte de Cassini (XVIIIe siècle), la carte d'état-major (1820-1866) et les cartes ou photos aériennes de l'IGN pour la période actuelle (1950 à aujourd'hui).

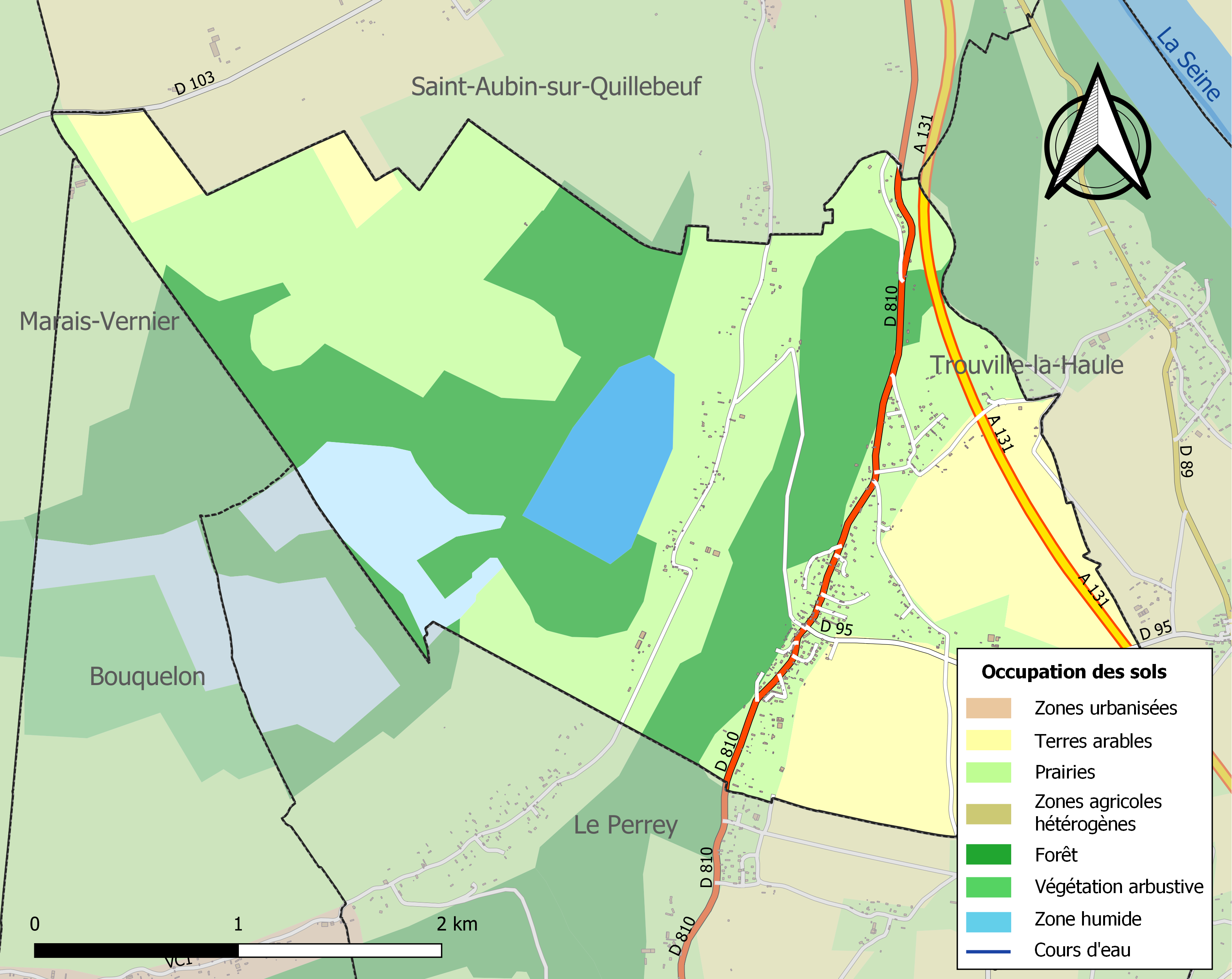
Carte des infrastructures et de l'occupation des sols de la commune en 2018 (CLC).

## Toponymie
Le nom de la localité est attesté sous les formes Esnutrevilla (charte de Richard II citée par Le Prévost) en 1025, Exnutrivilla et Sancta Opportuna Exmariville au XIe siècle (cartulaire de Préaux), Ecclesiam Sancte Opportune Exnutriville en 1034 et en 1035, Sainte Opportune près Quillebeuf en 1570, Sainte-Opportune-les-Marais en 1828 (Louid Du Bois), Sainte-Opportune-en-Roumois en 1839 (L. P.).
Jusqu'en 1868, Sainte-Opportune-la-Mare était appelée Sainte-Opportune-près-Vieux-Port, appellation en usage jusqu'en 1905.
Sainte-Opportune est un hagiotoponyme, la paroisse est dédiée à Sainte Opportune, née à Exmes vers 720 près d'Argentan qui était abbesse de Monastériolum situé pense-t-on à  Montreuil-la-Cambe.
La Mare : la Mara entre 1059 et 1066 est un hameau de Sainte-Opportune-la-Mare.

## Histoire
Sainte-Opportune-la-Mare est le lieu d'origine et l'ancien fief d'une grande famille appartenant à la noblesse normande, les « de la Mare ».
Des membres de cette famille viking, originaires de Nordmøre, commencent à émigrer vers la Méditerranée avant l'an 1050, faisant souche en Italie méridionale, puis en Sicile (XIIe siècle). Les de la Mare d'Italie, d'abord implantés à Ravello et sa région (en Campanie), étendent par la suite leurs domaines. Ils s'implantent par la suite en Apulie, du côté de Barletta, en Calabre, et enfin, à Messine en Sicile. La branche italienne de cette famille normande donne plus tard la famille Della Marra.
D'autres membres de cette famille se fixent à peu près à la même époque en Angleterre après la bataille d'Hastings de 1066. Leurs descendants portent encore de nos jours le patronyme de la Mare.

## Politique et administration

### Liste des maires
| Période                                  | Période  | Identité        | Étiquette | Qualité  |
| ---------------------------------------- | -------- | --------------- | --------- | -------- |
| avant 1981                               | ?        | Hélène Hamard   |           |          |
| avant 1997                               | ?        | Pierre Zabiolle |           | Retraité |
| mars 2014                                | En cours | Alain Michalot  | DVG       | Retraité |
| Les données manquantes sont à compléter. |          |                 |           |          |

### Jumelages
- Chapelle-à-Wattines (Belgique).

## Démographie
L'évolution du nombre d'habitants est connue à travers les recensements de la population effectués dans la commune depuis 1793. Pour les communes de moins de 10 000 habitants, une enquête de recensement portant sur toute la population est réalisée tous les cinq ans, les populations de référence des années intermédiaires étant quant à elles estimées par interpolation ou extrapolation. Pour la commune, le premier recensement exhaustif entrant dans le cadre du nouveau dispositif a été réalisé en 2008.

En 2022, la commune comptait 429 habitants, en évolution de −3,16 % par rapport à 2016 (Eure : −0,25 %, France hors Mayotte : +2,11 %).
| 1793 | 1800 | 1806 | 1821 | 1831 | 1836 | 1841 | 1846 | 1851 |
| ---- | ---- | ---- | ---- | ---- | ---- | ---- | ---- | ---- |
| 431  | 465  | 397  | 346  | 329  | 348  | 389  | 575  | 405  |

| 1856 | 1861 | 1866 | 1872 | 1876 | 1881 | 1886 | 1891 | 1896 |
| ---- | ---- | ---- | ---- | ---- | ---- | ---- | ---- | ---- |
| 428  | 381  | 396  | 372  | 379  | 351  | 334  | 316  | 338  |

| 1901 | 1906 | 1911 | 1921 | 1926 | 1931 | 1936 | 1946 | 1954 |
| ---- | ---- | ---- | ---- | ---- | ---- | ---- | ---- | ---- |
| 357  | 356  | 300  | 292  | 306  | 287  | 282  | 271  | 248  |

| 1962 | 1968 | 1975 | 1982 | 1990 | 1999 | 2006 | 2008 | 2013 |
| ---- | ---- | ---- | ---- | ---- | ---- | ---- | ---- | ---- |
| 274  | 252  | 279  | 339  | 369  | 385  | 418  | 428  | 444  |

| 2018 | 2022 | - | - | - | - | - | - | - |
| ---- | ---- | - | - | - | - | - | - | - |
| 438  | 429  | - | - | - | - | - | - | - |

## Lieux et monuments
- La Grand'Mare, située dans un ancien méandre de la Seine, est le plus grand étang naturel de Haute-Normandie. C'est un lieu de repos pour les oiseaux d'eau en migration.
- La réserve naturelle nationale du marais Vernier.

Église paroissiale
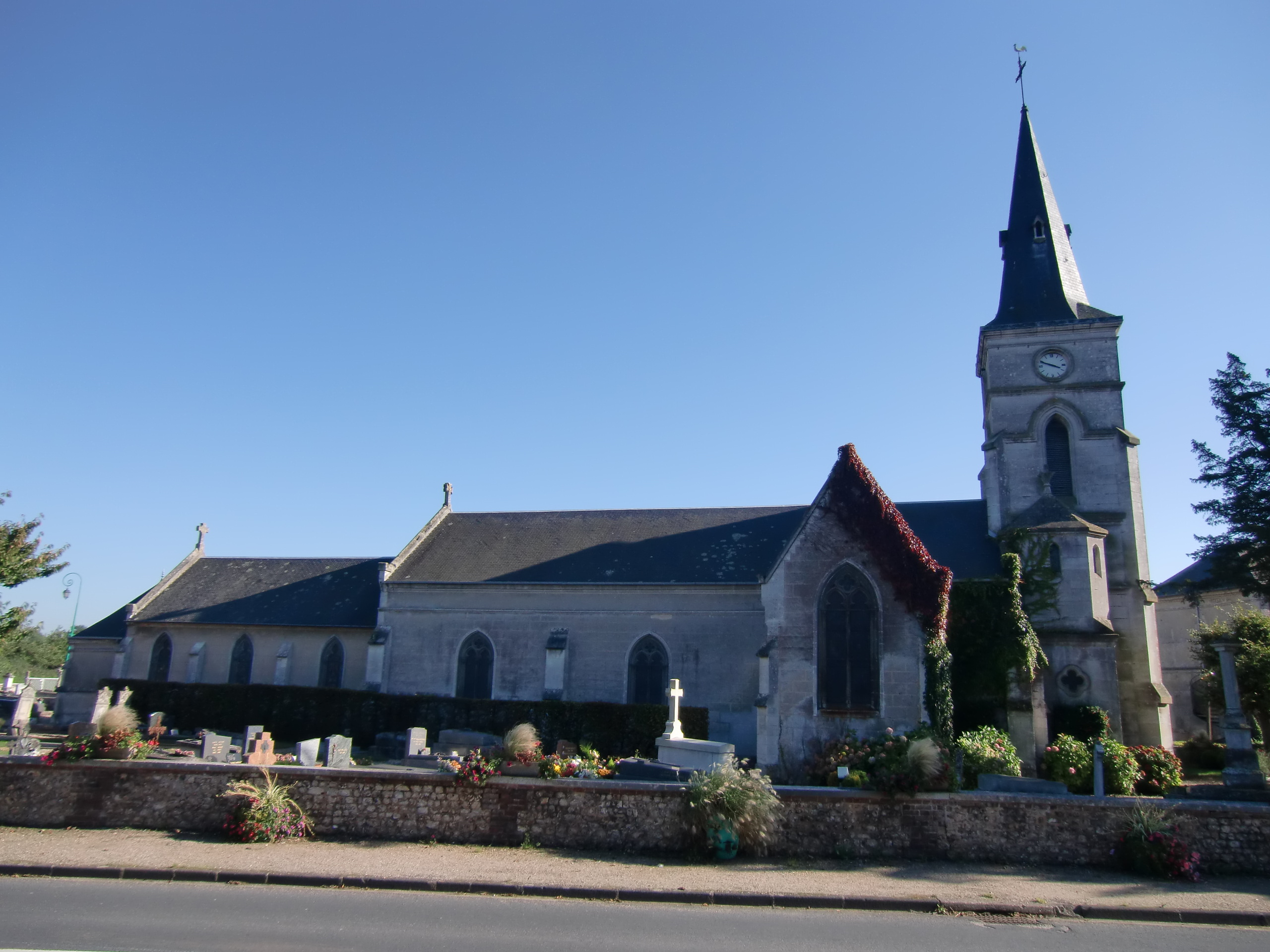
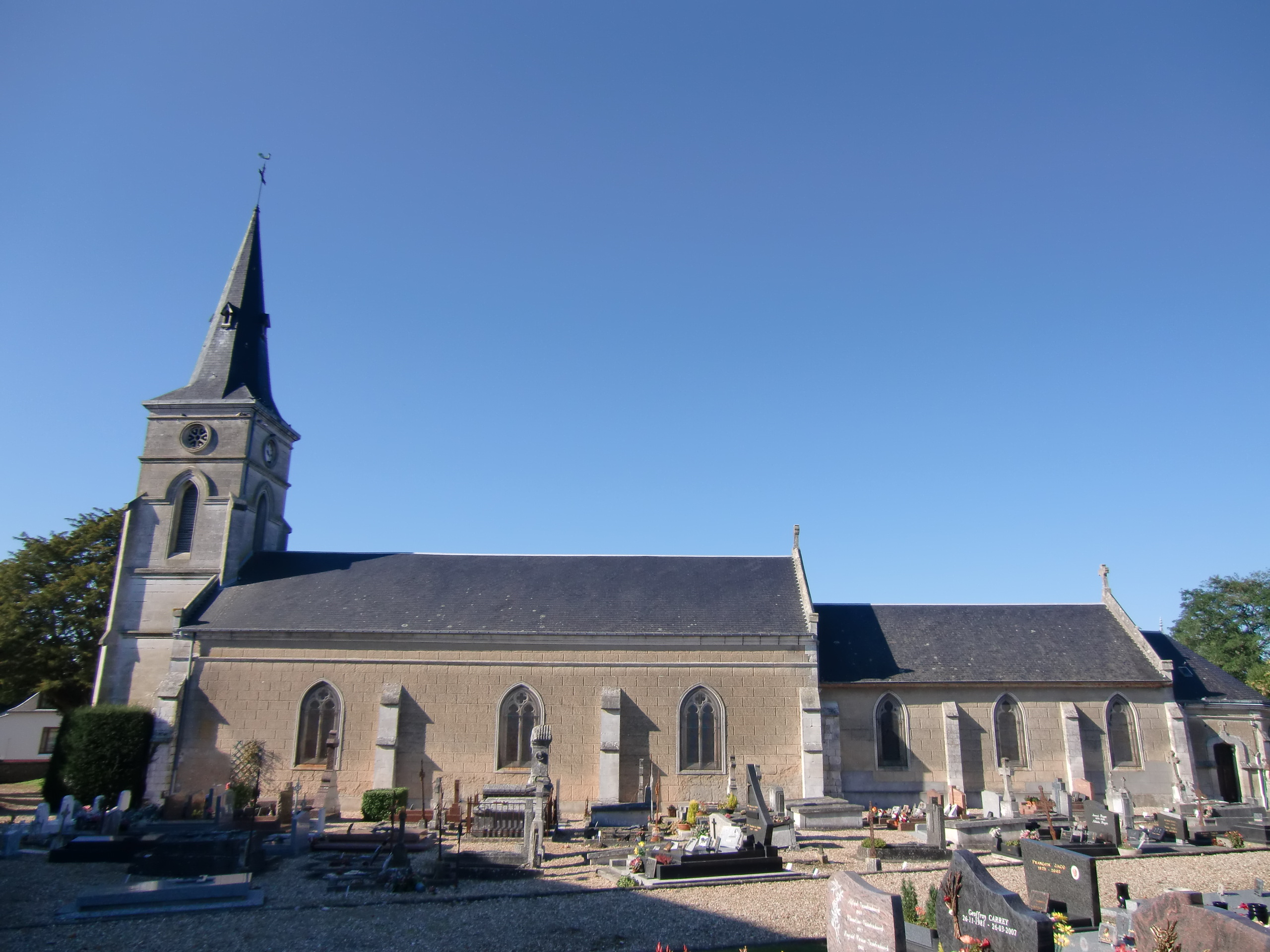